# Старовецкое
Старовецкое — деревня Молоковского района Тверской области. Организовалась после Великой Октябрьской Революции в двадцатых годах XX века. Вначале на месте деревни была усадьба. Потом образовалась деревня. В 50 годы в деревне было около 50 дворов. В Старовецком была школа. Входит в состав Ахматовского сельского поселения. Находится на пересечении дорог из Першихи, из Волховиц. Неподалёку есть речка Малина. По дороге на Покров есть Церковь. В настоящее время деревня не существует.
| Деревня Старовецкое — Молоковский район — Тверская область — Россия |                                       |                                                       |
| ------------------------------------------------------------------- | ------------------------------------- | ----------------------------------------------------- |
| Расстояние до Детковской церкви, 6 км                               | Расстояние до Покровской церкви, 4 км | Расстояние до районного центра, 28,6 км               |
| Расстояние до центра сельского поселения, 12 км                     | Расстояние до р. Малины, 2,6          | Расстояние до ближайшей железнодорожной станции, 26,3 |